# خالصان
خالصان، روستایی از توابع بخش سردار جنگل شهرستان فومن در استان گیلان ایران است.

## جمعیت
این روستا در دهستان سردارجنگل قرار دارد و براساس سرشماری مرکز آمار ایران در سال ۱۳۸۵، جمعیت آن ۱۰۴ نفر (۲۶خانوار) بوده‌است.